# Rhodostrophia taeniaria
Rhodostrophia taeniaria là một loài bướm đêm trong họ Geometridae.